# Keiynan Lonsdale
Keiynan Lonsdale (Sydney, Nova Gal·les del Sud: 19 de desembre de 1991), és un actor, ballarí i cantautor conegut per les pel·lícules de Divergent: Insurgent, Dance Academy, on feia de Ollie Lloyd i The Flash, on fa de Wally West.

## Biografia
Va començar el 2007 fent la pel·lícula Disney: Razzle Dance (A Jorney Into Dance). Però no només ha treballat en el món del cinema i la televisió, també és cantautor. Un dels seus debuts més importants és Highervol 1, es pot trobar a Sound Cloud. Des de ben petit ja sentia passió per la música, s'aprecia totes les lletres de les cançons de Michael Jackson. Durant els anys a l'escola de secundària, la seva passió per l'art va créixer i va ser llavors quan la seva mare va decidir inscriure'l a una escola d'arts on la meitat del dia la dedicava als estudis i l'altra meitat al ball/rendiment. Lonsdale no era tan sols un excel·lent ballarí sinó que també era molt bon cantant, actor i escriptor. Després de la seva graduació va ser triat com a conjunt i el suplent de Tyrone a FAMA El Musical, un paper que va exercir durant 10 mesos. Lonsdale, originalment va ser llançat amb un paper com a estrella convidada en la sèrie australiana "Dance Academy", però per la tercera temporada va aparèixer com un personatge regular. Entre temporades dos i tres de la sèrie Lonsdale va començar a forjar una relació amb MTV, on es va convertir en el rostre de MTV Austràlia i Nova Zelanda. Durant dos anys va ser amfitrió de MTV News, va assistir i va presentar diversos festivals. Durant aquests anys també va actuar en comercials, i es va entrevistar amb artistes com Miguel, Jessie J i d'altres. Treballar a la televisió va fer que Lonsdale aconseguir el seu gran gran projecte, "Insurgent".

## Filmografia
- 2007: Razzle Dazzle: A Journey into Dance
- 2015: The Divergent Series: Insurgent
- 2016: The Finest Hours
- 2016: The Divergent Series: Allegiant
- 2017: Dance Academy: The Movie
- 2017: Like. Share. Follow.
- 2018: Love, Simon